# George Puce
George Puce (eigentlich Juris Pūce; * 29. Dezember 1940 in Jelgava) ist ein ehemaliger kanadischer Diskuswerfer und Kugelstoßer lettischer Herkunft.
1965 gewann er bei der Universiade Bronze im Diskuswurf. Bei den British Empire and Commonwealth Games 1966 in Kingston holte er Silber im Diskuswurf und Bronze im Kugelstoßen. Im Jahr darauf gewann er bei den Panamerikanischen Spielen 1967 in Winnipeg Bronze im Diskuswurf und wurde Vierter im Kugelstoßen.
Bei den Olympischen Spielen 1968 in Mexiko-Stadt schied er im Diskuswurf in der Qualifikation aus. 1970 siegte er in dieser Disziplin bei den British Commonwealth Games in Edinburgh.
1966, 1968 und 1969 wurde er Kanadischer Meister im Diskuswurf.

## Persönliche Bestleistungen
- Kugelstoßen: 19,25 m, 7. September 1968, Stouffville
  - Halle: 19,61 m, 11. März 1968, Toronto
- Diskuswurf: 64,39 m, 16. März 1968, Reno